# El ilusionista
El ilusionista es una película de 2006 escrita y dirigida por Neil Burger y protagonizada por Edward Norton, Jessica Biel, Rufus Sewell y Paul Giamatti. La película está basada en la historia corta Eisenheim the Illusionist, escrita por Steven Millhauser y en un paralelismo ficticio con la tragedia de Mayerling.
Fue presentada en la edición de 2006 del Festival de Cine de Sundance.

## Argumento
En Viena, capital de la Austria-Hungría de 1889, un mago llamado Eisenheim es arrestado por el inspector jefe de la policía de Viena, Walter Uhl, durante un espectáculo de magia inspirado en la nigromancia. Más tarde, Uhl cuenta la vida de Eisenheim al príncipe heredero Leopold.
Eisenheim era hijo de un ebanista y se interesó por la magia después de conocer a un mago viajero. También se enamoró de Sophie, duquesa de Teschen, pero a los dos se les prohibió verse mutuamente por la diferencia de clases. Siguieron reuniéndose en secreto, pero un día fueron atrapados y separados por la fuerza. Eisenheim se dedicó a la magia viajando por el mundo y, quince años más tarde, regresó a Viena para actuar. Durante una presentación se encontró con la adulta Sophie y descubre que está esperando casarse con el príncipe heredero Leopold, quien, se rumorea, es brutal con las mujeres y en el pasado incluso asesinó a una. Eisenheim realiza un espectáculo privado para el príncipe y lo humilla en el show. En respuesta, tiene prohibido volver a presentarse en Viena. Eisenheim le pide a Sophie que huya con él, pero Sophie teme que sean ejecutados. Sophie también revela que el príncipe esta planeando un golpe de Estado contra su anciano padre, el emperador Francisco José I.
En el pabellón de caza de Mayerling, Sophie intenta terminar su compromiso con Leopold. Él reacciona persiguiéndola a los establos con una espada, a la vista de los sirvientes. El cuerpo de Sophie es descubierto a la mañana siguiente en el Bosque de Viena, siendo un hombre desconocido culpado por su asesinato. Esto arroja a Eisenheim a una profunda depresión. Compra un teatro y comienza una nueva serie de espectáculos de magia esta vez centrándose exclusivamente en la invocación de espíritus muertos. Leopold asiste en secreto a uno de ellos, durante el cual Eisenheim invoca al espíritu de Sophie, que dice que alguien en el teatro es su asesino. Leopold, muy nervioso, ordena a Uhl arrestar a Eisenheim por fraude, pero Eisenheim logra evitar la cárcel confesando abiertamente al público que su espectáculo es una mera ilusión.
Eisenheim es amenazado de que, si invoca a Sophie en su próxima actuación, será arrestado y probablemente encarcelado. Uhl asiste a la actuación repleta de docenas de oficiales y, a pesar de las advertencias, Eisenheim revive el espíritu de Sophie. Uhl irrumpe en el escenario con sus oficiales, pero ante la sorpresa y el horror de la audiencia, Eisenheim se revela como un espíritu después de que la mano de Uhl pasa a través de él. Por último Eisenheim se desvanece delante de todos.
Uhl le revela a Leopold que ha encontrado pruebas, una piedra preciosa de la espada de Leopold y el medallón distintivo de Sophie, que podrían implicar a Leopold en el asesinato de la misma. Uhl ya ha informado al emperador y al general del Estado Mayor de la conspiración de Leopold para tomar el trono. Leopold apunta con un revólver a Uhl, amenazando con matarlo, pero cuando llegan los oficiales de la guardia imperial del ejército austro-húngaro, Leopold se dispara en la cabeza. Uhl es despedido de su cargo de inspector jefe de la policía; éste abandona el palacio, colocando el relicario de Sophie en su bolsillo. Un niño se acerca a él a la vez que es empujado por un hombre barbudo con un abrigo largo. El niño le da un paquete que contiene el cuaderno de Eisenheim sobre el truco del naranjo que Uhl no había podido descifrar y que deseaba saberlo. Le pregunta al niño quién le había dado el cuaderno y el niño responde "Herr Eisenheim". Revisa su bolsillo y se da cuenta de que la persona que lo empujó le robó el medallón. Ve al hombre y lo persigue, pero el hombre sube a un tren y escapa. Uhl se da cuenta de que los empujones y el cuaderno son un mensaje del ilusionista y comienza a reconsiderar los acontecimientos recientes. Llega a la conclusión de que Sophie y Eisenheim organizaron la muerte de la misma para poder liberarse de Leopold, y a la vez exponer sus oscuros planes. Una vez armadas todas las piezas, Uhl se ríe con deleite de la brillantez del plan, aceptando su derrota ante el Ilusionista. Más tarde, y muy lejos, Sophie y Eisenheim comienzan una nueva vida juntos en una cabaña al pie de una hermosa montaña. Eisenheim coloca el medallón de Sophie en la palma de su mano.

## Reparto
- Edward Norton como Eisenheim el Ilusionista (nacido como Eduard Abramovich);
  - Aaron Johnson como Eisenheim de joven;
- Paul Giamatti como el inspector en jefe Walter Uhl;
- Jessica Biel como la duquesa Sophie von Teschen;
  - Eleanor Tomlinson como Sophie de joven;
- Rufus Sewell como el príncipe heredero Leopold;
- Eddie Marsan como Josef Fischer, gerente de Eisenheim;
- Jake Wood como Jurka;
- Tom Fisher como Willgut.